# Estado de Jigawa
El estado de Jigawa es un estado del norte de Nigeria.

## Localidades con población en marzo de 2016
- Auyo 176,800
- Babura 284,600
- Biriniwa 189,800
- Birnin Kudu 419,800
- Buji 130,000
- Dutse 335,600
- Gagarawa 109,800
- Garki 200,800
- Gumel 142,200
- Guri 151,500
- Gwaram 362,700
- Gwiwa 172,000
- Hadejia 139,400
- Jahun 307,200
- Kafin Hausa 357,200
- Kaugama 172,400
- Kazaure 215,400
- Kiri Kasama 257,400
- Kiyawa 231,100
- Maigatari 236,600
- Malam Madori 220,200
- Miga 170,900
- Ringim 257,100
- Roni 103,500
- Sule Tankarkar 180,200
- Taura 176,200
- Yankwashi 127,800

## Historia
El estado fue creado el 27 de agosto de 1991 tras una división del Estado Kano.

## Geografía
El estado limita al oeste con los estados de Katsina y Kano, al este con los estados de Bauchi y Yobe y al norte con Níger. Su territorio ocupa una superficie de 23.154 km², un área similar a la de la Comunidad Valenciana.
Las principales ciudades, además de la capital, Dutse, son: Hadejia, Kazaure, Gumel y Ringim.

## Divisiones
El Estado Jigawa está dividido en 27 LGA (Local Government Area): Auyo, Babura, Biriniwa, Birnin-Kudu, Buji, Dutse, Gagarawa, Garki, Gumel, Guri, Gwaram, Gwiwa, Hadejia, Jahun, Kafin-Hausa, Kazaure, Kiri-Kasama, Kiyawa, Kuagama, Maigatari, Malam-Maduri, Miga, Ringim, Roni, Sule-Tankakar, Taura y Yankwashi.
Está dividido también en cinco emiratos históricos: Hadejia, Kazaure, Gumel, Ringirn y Dutse.